# Włodzimierz Stefański
Włodzimierz Andrzej Stefański (ur. 20 listopada 1949 we Wrocławiu) – polski siatkarz Gwardii Wrocław, Skry, AZS Warszawa, Legii i Resovii. Mistrz świata (1974) i mistrz olimpijski (1976). 267-krotny reprezentant Polski (1969–1980).

## Życiorys
Absolwent warszawskiej AWF (1979), gdzie otrzymał tytuł magistra sportu. Siatkarz (192 cm, 90 kg) Gwardii Wrocław (od 1965), warszawskich drużyn Skry, AZS i Legii, rzeszowskiej Resovii, stołecznej i fińskich klubów: KIMMO Lahti i Mikheli Vauhti. Z Resovią zdobył 3 m. w finałach PEZP (1973/74), 2 tytuły mistrza Polski (1974, 1975) oraz 3-krotnie brązowy medal MP 1977, 1978, 1980 (Legia Warszawa).
2-krotny olimpijczyk: członek złotej drużyny z Igrzysk Olimpijskich 1976 w Montrealu, oraz drużyny na Igrzyska Olimpijskie 1972 w Monachium (9 m.).
Mistrz świata z Meksyku (1974), finalista mistrzostw świata 1978 z Rzymu (8 m.) i 2-krotny uczestnik Pucharu Świata 1973 Praga (2 m.) i 1977 Tokio (4 m.).
2-krotny srebrny medalista ME z Belgradu (1975) i Helsinek (1977) oraz finalista ME 1971 z Mediolanu (6 m.).
W trakcie kariery prześladowały go kontuzje, m.in. z powodu kontuzji nie dostał się do reprezentacji Polski na
Igrzyska Olimpijskie 1980 w Moskwie.
Odznaczony m.in. dwukrotnie złotym i raz srebrnym Medalem za Wybitne Osiągnięcia Sportowe i Złotym Krzyżem Zasługi.
Mieszka w Finlandii.